# Le Père (Guyane)
Pour les articles homonymes, voir Le Père.
Le Père est une ile de Guyane, une des îlets de Rémire, appartenant administrativement à Cayenne.

## Histoire
Elle s'appelait Isle aux Lézards en 1653 et servait de terre d'exil aux colons rebelles.

## Zoologie
On y trouve comme sur l'îlet La Mère une espèce d'amphibien, la Microcaecilia unicolor.

## Galerie

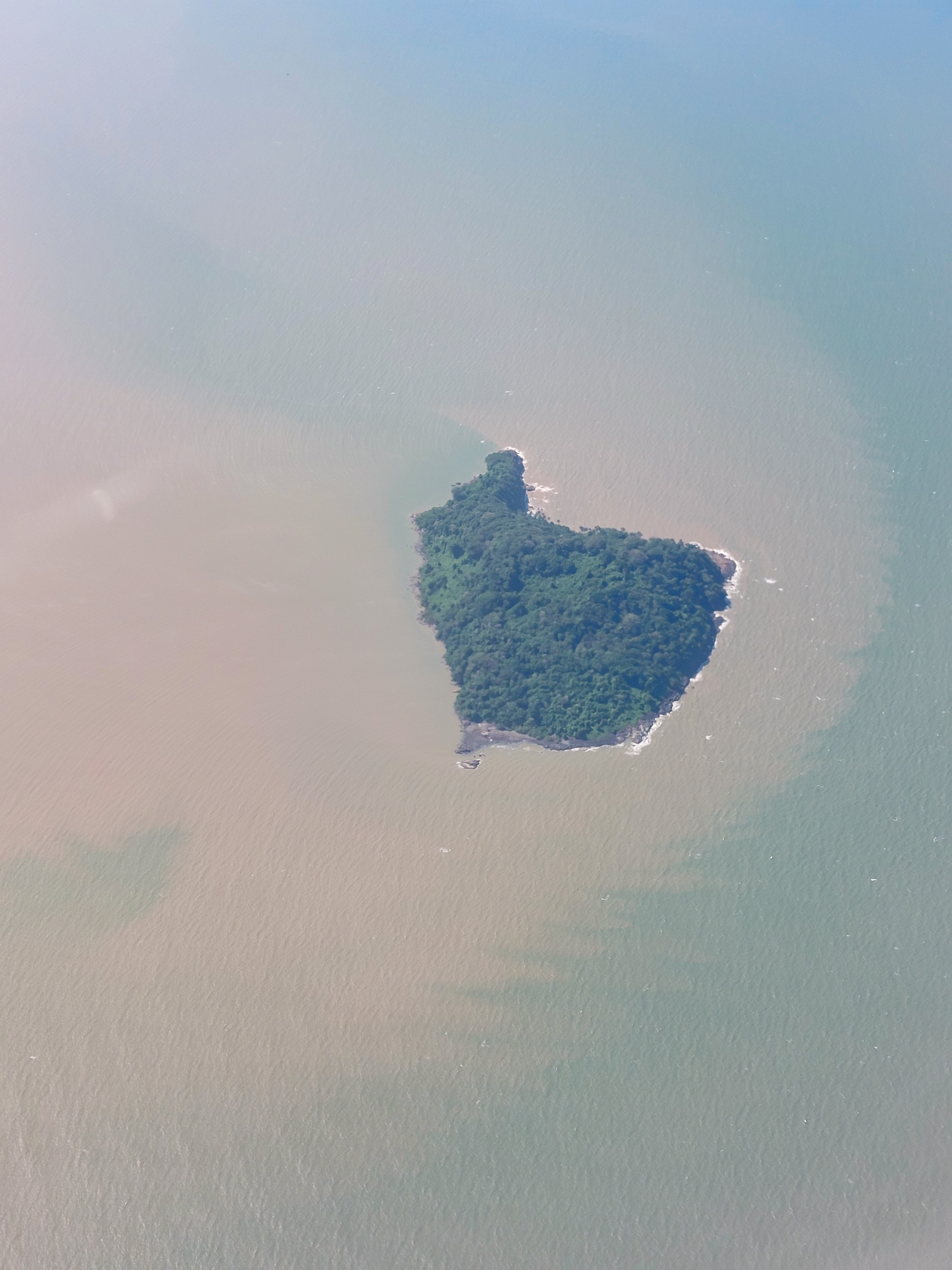
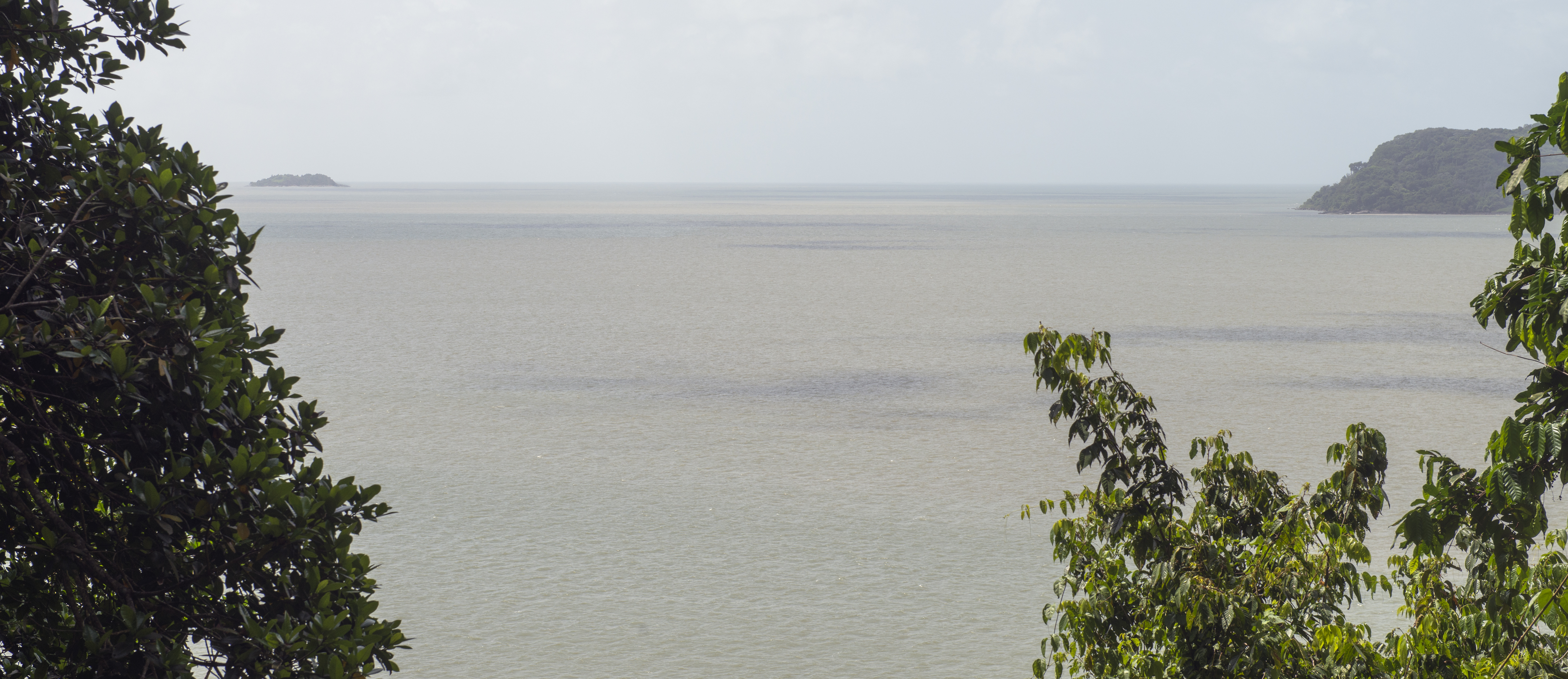